# Psychotria minutifoveolata
Psychotria minutifoveolata är en måreväxtart som beskrevs av Elmer Drew Merrill. Psychotria minutifoveolata ingår i släktet Psychotria och familjen måreväxter. Inga underarter finns listade i Catalogue of Life.